# Orde dels Agustins Descalços
L'Orde dels Agustins Descalços o Orde dels Frares Eremites Descalços de Sant Agustí (Ordo Fratrum Eremitarum Discalceatorum Sancti Augustini o Ordo Augustiniensium Discalceatorum) és una branca de l'Orde de Sant Agustí, sorgit d'una reforma, paral·lela a la de l'Orde dels Agustins Recol·lectes i que volia renovar l'espiritualitat de l'orde augustinià; es va iniciar a Nàpols en 1592, per obra del frare agustí Andrés Díaz i va tenir, sobretot, expansió a Itàlia. Els reformadors, per a distingir-se, van adoptar l'ús de sandàlies com a signe d'humilitat i penitència, la qual cosa els va donar el nom. Els seus membres fan servir les sigles O.E.D.S.A. o O.A.D.
Tot i tenir un origen similar, no s'han de confondre amb els agustins recol·lectes, també anomenats agustins descalços espanyols. De fet, són noms diferents per a una mateixa reforma que, amb el temps, va donar origen a dues congregacions diferenciades de la família augustiniana.

## Origen
El 19 de maig de 1592, el centéssim capítol general de l'Orde de Sant Agustí, com a resposta al requeriment del Concili de Trent, segons el qual els ordes religiosos havien de tenir una més gran disciplina regular i una major observança dels vots de pobresa, castedat i obediència, va emetre un decret que prescrivia la reforma de tots els convents agustins. Aquesta reforma ja havia començat uns anys abans als convents de la Corona de Castella, on el 1588 s'havien constituït les primeres comunitats dels agustins recol·lectes o agustins descalços.
Andrés Díaz, frare recol·lecte procedent d'un dels monestirs reformats de Castella, va arribar a Nàpols el 28 de juny de 1592, al convent de Sant’Agostino, i va demanar de poder dur-hi a terme la reforma; el prior posà a la seva disposició els convents de Santa Maria dell'Olivella, on anà a viure, i Santa Maria della Grazia. A l'Olivella, Díaz va formar una comunitat, primer amb Adrea da Sicignano, i pocs dies després amb els laics Andrea Taglietta i Lorenzo della Tolfa i dos sacerdots agustins, Ambrogio Staibano da Taranto i Giovan Battista Cristallino; finalment, dos religiosos més: Giulio Calabrese i Giovanni da Bologna. Van ser els primers "reformats". El dia 20 de juliol de 1592, es van reunir i van constituir-se com a comunitat, primer com a congregació de l'orde agustí; les actes, literalment, diuen: "Tots revestits de llana basta, van descalçar-se".
La congregació va ser aprovada com a orde autònom pel papa Climent VIII el 1599, amb la butlla Decet Romanum Pontificem, iniciant la seva expansió per Itàlia, fins a arribar a França i a l'Sacre Imperi Romanogermànic. El 1610, la Santa Seu va aprovar-ne unes constitucions pròpies (renovades el 1620 i el 1931), sempre dintre de la Regla agustiniana. En 1624, Urbà VIII va permetre la divisió de les congregacions italianes d'agustins descalços en quatre províncies: Roma, Nàpols, Gènova i Sicília.

## Expansió
En 1626 se'n fundaren cases a Praga i en 1631, a Viena. A França, la reforma va arribar en 1596, mitjançant els pares François Amet i Matthieu de Saint-François; en 1632 el general de l'orde va aprovar els estatuts de la congregació francesa, que va arribar a tenir tres províncies (París, Delfinat i Provença). L'orde, però, va ser suprimida a França arran de la Revolució francesa i no es va tornar a restaurar.
Van tenir el seu apogeu al començament del segle xviii, amb més de dos mil membres entre germans i preveres. Entre els segles XVII i XVIII, juntament amb missioners de Propaganda Fide, van treballar a Tonkin (Vietnam) i Xina.
Des del 1912, és un orde independent, dintre de la família augustiniana, que uneix la vida contemplativa a l'activa. En 1948 establí fundacions al Brasil i el 1994 a les Filipines.

## Carisma i difusió
Els agustins descalços tenen constitucions pròpies, diferents a les dels eremites agustins. La seva forma de vida és més rígida i austera, tendint a l'ascetisme. Calcen sandàlies, no sabates, i no canten misses en tons alts. Practiquen el silenci estricte a la comunitat i fan retirs espirituals a cases d'exercicis de l'orde. L'objectiu, com el dels agustins en general, és la cerca de Déu mijtançant la purificació del cor, la vida en comú, la pregària, l'estudi i el servei.
Al final de 2005, l'orde comptava amb 27 convents i 204 frares, 98 dels quals són sacerdots (Annuario Pontificio per l'anno 2007, Città del Vaticano, 2007, p. 1471), a Itàlia, el Brasil i les Filipines.

## Branca femenina
A les Filipines van fundar-se al segle xx les Germanes de Sant Ignasi com a orde que donava suport a les missions dels agustins descalços, amb col·legis a Manila, Cebú i altres llocs.
Les agustines descalces, però, fundades al segle xvi, són un orde independent sense cap vinculació amb els agustins descalços; també formen part de la família augustiniana però deriven de les carmelites descalces.